# Birgit Cramon Daiber
Birgit Cramon Daiber (Ebingen, 22 agosto 1944) è una politica tedesca, esponente di Alleanza 90/I Verdi ed europarlamentare dal 1989 al 1994.

## Biografia

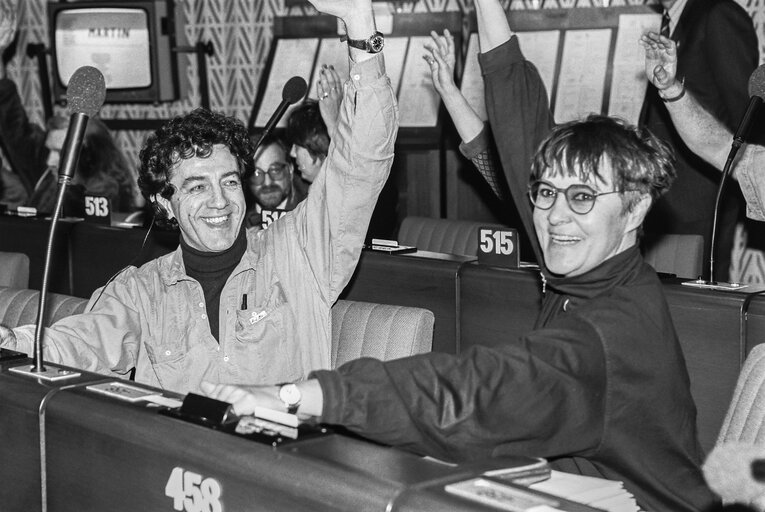
Birgit Cramon Daiber con Yves Cochet nel 1990

Allieva dell'Università Goethe di Francoforte, Birgit Cramon Daiber si laureò in scienze dell'educazione. Fino al 1989 lavorò come ricercatrice presso l'Università tecnica di Berlino e fu autrice di pubblicazioni scientifiche sul femminismo, sull'ecologia e sulle innovazioni tecnologiche. Fu inoltre direttrice del Goldrausch Women's Network.
Attivista nei movimenti sociali, aderì al partito indipendente Alternativen Liste für Demokratie und Umweltschutz (AL), affiliato con i Verdi di Berlino Ovest. Nel 1993, AL si unì ad Alleanza 90 e ad altre forze politiche per costituire il partito Alleanza 90/I Verdi.
In occasione delle europee del 1989, Birgit Cramon Daiber venne eletta al Parlamento europeo dall'Abgeordnetenhaus di Berlino. Membro del gruppo parlamentare dei Verdi, ne fu dal 1992 vicepresidente. Fu inoltre membro della commissione per gli affari sociali, l'occupazione e le condizioni di lavoro, della sottocommissione monetaria e della delegazione per le relazioni con le Repubbliche della Comunità degli Stati Indipendenti. In occasione della guerra del Golfo, venne inviata alle manifestazioni dei movimenti pacifisti per conto dei Verdi.
Per le europee del 1994, Birgit Cramon Daiber avrebbe dovuto figurare come nona candidata nella lista federale dei Verdi, che sarebbe stato sufficiente per essere poi rieletta, ma la sua candidatura non venne approvata a causa di un errore formale nella presentazione dei documenti elettorali; per tale motivo, lasciò il seggio dopo un solo mandato da eurodeputata.
Nel 1999 lasciò i Verdi, aderendo al PDS e successivamente divenne un'esponente di Die Linke.
Dopo la fine della sua carriera da eurodeputata, lavorò come esperta per la Commissione europea e dal 2008 diresse l'ufficio di Bruxelles della Fondazione Rosa Luxemburg.

## Opere
- Birgit Cramon Daiber, Wilde Rede an Europa: Europa ist nicht, was es war; Europa ist nicht, was es sein will. Existiert Europa?, Berlino, Edition Lit. Europe, 1994, ISBN 978-3-930126-02-6.
- Birgit Cramon Daiber, Europa mi amor: Reisenotizen einer professionellen Europäerin, Berlino, Inselpresse Lindwerder, 2008, ISBN 978-3-939188-06-3.
- Birgit Cramon Daiber, Von Revolution bis Koalition: Linke Parteien in Europa, Berlino, Karl Dietz Verlag Berlin, 2010, ISBN 978-3-320-02240-2.
- Birgit Cramon Daiber, Europas Krise im Kontext der Weltkrisen, Potsdam, WeltTrends, 2012, ISBN 978-3-941880-45-0.
- Birgit Cramon Daiber, Und sie bewegt sich doch...: progressive soziale Bewegungen, die EU und die UNO, Nuova Ulma, AG-SPAK Bücher, 2016, ISBN 978-3-945959-05-3.